# بنفيكا لكرة السلة
بنفيكا لكرة السلة (بالإنجليزية: S.L. Benfica)‏ هو فريق كرة سلة برتغالي تأسس في 1927 يقع في لشبونة، البرتغال. يلعب في الدوري البرتغالي لكرة السلة.

## وصلات خارجية
- الموقع الإلكتروني